# 22 апреля
22 апреля — 112-й день года (113-й в високосные годы) по григорианскому календарю.
До конца года остаётся 253 дня.
До 15 октября 1582 года — 22 апреля по юлианскому календарю, с 15 октября 1582 года — 22 апреля по григорианскому календарю.
В XX и XXI веках соответствует 9 апреля по юлианскому календарю.

## Праздники и памятные дни
См. также: Категория:Праздники 22 апреля

### Международные
- ООН — Международный День Матери-Земли (2010).

### Национальные
- Испания — День королевы Изабеллы (1451).
- США,  Оклахома — День Оклахомы (1907).

### Религиозные
Католицизм
- Память святителя Абрункула, епископа Трирского (VI век)[2];
- Память святителя Альтфрида, епископа Мюнстерского (849 год)[3].

 Православие

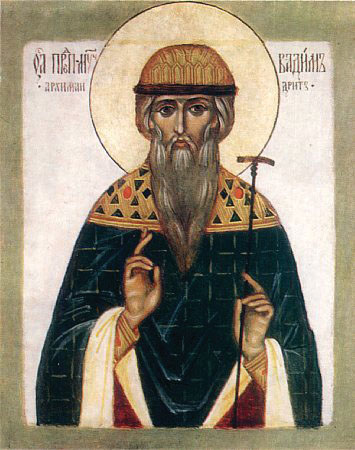
Вадим Персидский

- Память мученика Евпсихия Кесарийского (Каппадокийского) (362)[6];
- Память мучеников Дисана епископа, Мариава пресвитера, Авдиеса и прочих 270 (362—364);
- Память преподобномученика Вадима, архимандрита (376);
- Память мученика Гавриила Фомина (1942).

### Именины
- Православные: Вадим.
- Католические: Леон, Лука.

## События
См. также: Категория:События 22 апреля

### До XIX века
- 353 — Ван Сичжи проводит культурную встречу в павильоне орхидей[англ.][7].
- 1370 — начато строительство Бастилии.
- 1418 — окончен Констанцский собор, завершивший Великий западный раскол.
- 1500 — португальская эскадра под командованием Педру Алвареша Кабрала открывает побережье будущей Бразилии.
- 1509 — Генрих VIII вступает на английский трон после смерти своего отца.
- 1519 — испанский конкистадор Эрнан Кортес основывает поселение в Веракрусе, Мексика.
- 1529 — Испания и Португалия подписывают Сарагосский договор, согласно которому восточное полушарие разделено между ними по линии, отстоящей от Молуккских островов на 297,5 лиг к востоку.
- 1676 — в ходе Голландской войны произошло Сражение у Агосты, закончившееся победой французского флота под командованием Авраама Дюкена над флотом Республики Соединённых провинций под командованием Михила де Рёйтера, смертельно раненого в бою.
- 1737 — в Квебеке установлена первая в Канаде металлургическая печь.
- 1793 — Джордж Вашингтон обнародует Декларацию о нейтралитете США в войне европейских стран против революционной Франции.
- 1794 — Восстание Костюшко: начинается Виленское восстание.
- 1799 — в Санкт-Петербурге дано повеление Павла I о передаче Таврического дворца под казармы лейб-гвардии Конного полка.

### XIX век
- 1809 — второй день Экмюльской битвы — Наполеон I наносит австрийским войскам поражение и перехватывает стратегическую инициативу в Войне пятой коалиции.
- 1832
  - Указом императора Николая I образовано Российское Министерство иностранных дел.
  - Николай I выпускает манифест о введении в Российской Империи звания «почётный гражданин».
- 1834 — южно-атлантический остров Св. Елены объявлен Британской королевской колонией.
- 1838 — впервые без использования парусов пароход пересёк Атлантический океан; в гавань Нью-Йорка прибыл английский пассажирский колёсный пароход «Сириус».
- 1863 — состоялось первое заседание Московской городской думы.
- 1864 — Конгресс США принимает закон, в соответствии с которым на всех американских банкнотах появляется надпись «In God We Trust»[8].
- 1889 — президент США Бенджамин Харрисон разрешает заселение Оклахомы белыми поселенцами.
- 1898 — флот США начинает блокаду Кубы в преддверии Испано-американской войны.

### XX век
- 1910 — княгиня Елизавета Фёдоровна и 16 сестёр милосердия посвящены в Марфо-Мариинской обители[9].
- 1915 — Первая мировая война: Германия расширяет использование отравляющих веществ, применяя хлор против англо-французских войск в районе города Ипр[8].
- 1917 — образование Кубанской рады, представительного органа на Кубани. После Октябрьской революции вела борьбу с советской властью.
- 1918
  - Под давлением Турции провозглашается независимая от России Закавказская демократическая федеративная республика.
  - Декретом ВЦИК в России введено всеобщее военное обучение трудящихся.
  - Декретом СНК национализирована внешняя торговля России.
- 1929 — возобновлено издание «Литературной газеты».
- 1930 — Великобритания, Япония и США подписывают Лондонский морской договор.
- 1931
  - Совет народных комиссаров СССР принял постановление о советском гражданстве.
  - На лужайке перед Белым домом приземлился автожир. Президент США Герберт Гувер разрешил назревавший конфликт, пожав руку пилоту Джеймсу Рею и вручив ему памятный приз.
- 1939 — Джеффри Стефенсон совершил первый полёт через пролив Ла-Манш на планёре Слингсби «Галл».
- 1941 — на основе исследований, проводившихся с 1937 года, Архип Люлька представил заявку на изобретение двухконтурного турбореактивного двигателя.
- 1943 — Альберт Хофманн делает первое сообщение о галлюциногенных свойствах ЛСД.
- 1944
  - Вторая мировая война: высадка в Аитапе.
  - Вторая мировая война: началась операция «Reckless», боевые действия американских войск по освобождению города Голландия в Нидерландской Ост-Индии.
- 1945 — Великая Отечественная война: в ходе Берлинской операции передовые части РККА входят в столицу Третьего рейха и начинают готовить штурм Берлина.
- 1951 — в Великобритании в связи с тем, что правительство увеличило затраты на оборону в ущерб бесплатному здравоохранению, в отставку ушёл ряд высокопоставленных чиновников: с поста министра труда — Эньюрин Бивен, с поста министра торговли — будущий премьер-министр Гарольд Вильсон, среди других — Джон Фримен и др.
- 1952[8] — 35 миллионов американцев стали свидетелями прямого репортажа с испытания ядерной бомбы в Неваде.
- 1961 — президент Гаити Франсуа Дювалье провёл выборы в новый парламент. Выборы проходили под наблюдением военных, солдаты конвоировали избирателей к урнам. На бюллетенях была сделана приписка: «Доктор Франсуа Дювалье — президент». После подсчёта голосов власти объявили, что поскольку в бюллетенях фигурировало имя Дювалье, то гаитяне «добровольно» переизбрали его на новый шестилетний срок.
- 1964 — организована научно-исследовательская станция «Северный полюс-13» под руководством А. Я. Бузуева, В. Ф. Дубовцева и Ю. Л. Назинцева.
- 1966 — катастрофа L-188 в Ардморе — крупнейшая в штате Оклахома (83 погибших).
- 1967 — группа Pink Floyd впервые попала в английский хит-парад с песней «Arnold Layne»[8].
- 1969
  - В Хьюстоне проведена первая пересадка глаза человеку.
  - Джон Уинстон Леннон официально изменил своё имя на Джон Уинстон Оно Леннон.
  - Английская группа The Who на концерте в Долтоне впервые дала представление своей рок-оперы «Tommy». Никаких объявлений об этом не делалось, и официальный дебют состоялся двумя неделями позже в Лондоне.
  - Завершено 312-дневное одиночное путешествие вокруг света Робина Нокс-Джонсона (Robin Knox-Johnston) на однокорпусной яхте «Суахили».
- 1970
  - В целях защиты окружающей среды проведена первая акция по инициативе общественности США, закреплённая позднее Генеральной Ассамблеей ООН как Международный день Матери-Земли.
  - Организована научно-исследовательская станция «Северный полюс-20» под руководством Ю. П. Тихонова, Э. Майхровского и И. Бойко.
- 1972 — первые люди, пересёкшие на гребной лодке Тихий океан, Сильвия Кук (Sylvia Cook) и Джон Файерфакс (John Fairfax), прибыли в Австралию; они были в море в течение 362 дней.
- 1974 — на Бали потерпел крушение самолёт Boeing 707-321C компании Pan Am, погибли 107 человек. На тот момент это была крупнейшая авиакатастрофа в Индонезии.
- 1980 — Канада объявила о своём бойкоте Московских Олимпийских игр.
- 1983 — немецкий журнал «Штерн» начал публикацию дневников Гитлера (позже выяснилось, что это была подделка).
- 1991 — в Нью-Йорке начал вещание еврейский кабельный телеканал «Шалом, Америка».
- 1992 — взрыв в Гвадалахаре — втором по величине городе Мексики.
- 1993 — вышла первая версия веб-браузера Mosaic.
- 1997 — 126-дневное удержание заложников в резиденции японского посла в Лиме, Перу, завершилось штурмом и захватом здания перуанским спецназом. 71 заложник освобождён, один умер от сердечного приступа, двое военнослужащих и все 14 боевиков убиты[8].

### XXI век
- 2004 — в результате столкновения двух поездов и последовавшего взрыва в КНДР гибнет не менее 150 человек.
- 2005 — в пригороде города Чунцин, Китай, в результате взрыва на химическом заводе разрушено три здания, 19 человек пропали без вести.
- 2010 — в Мексиканском заливе у побережья США произошло уничтожение нефтяной платформы из-за пожара[8].
- 2024 — вторжение России на Украину: российские войска ракетным ударом частично разрушили Харьковскую телебашню.

## Родились

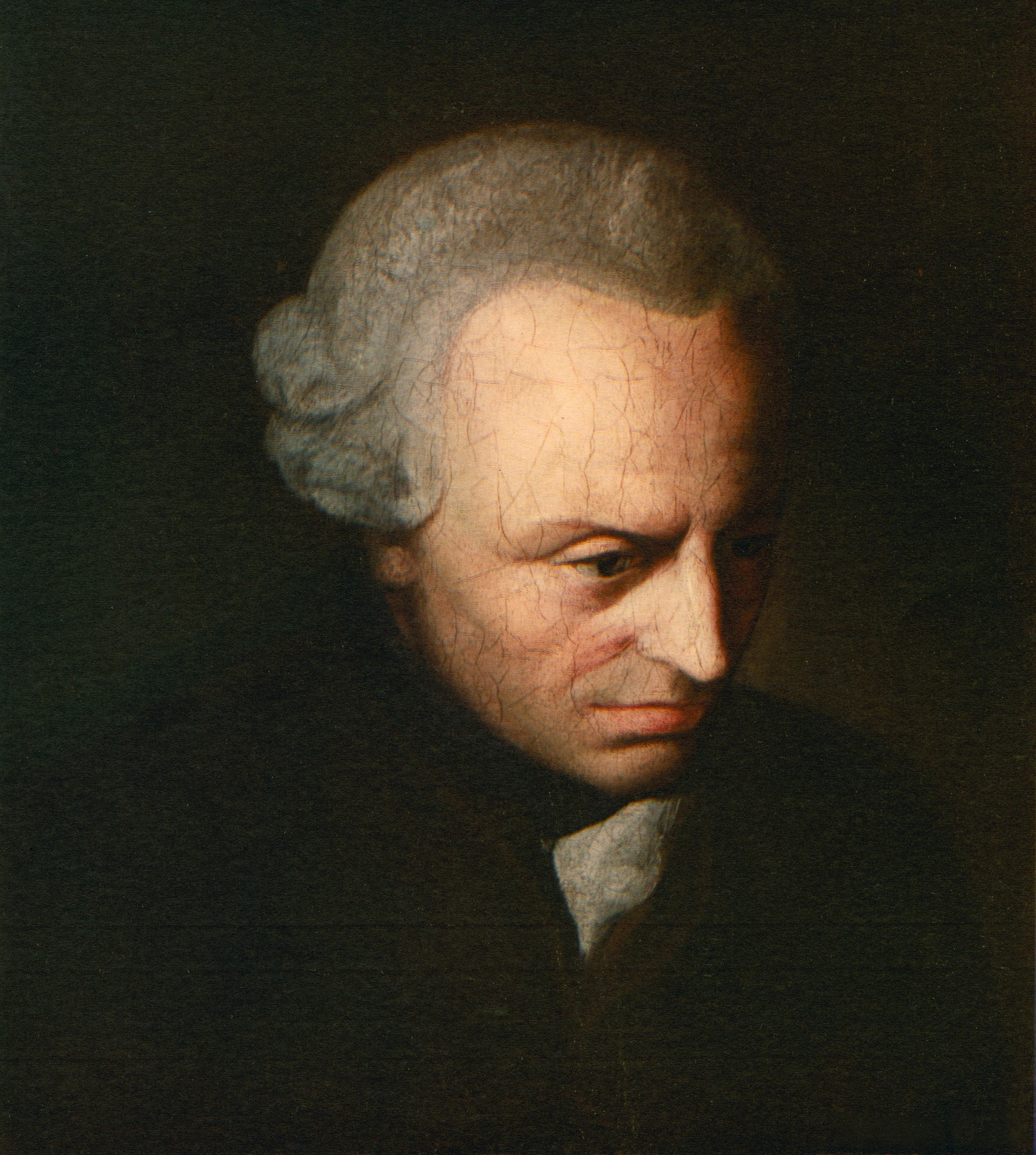
Иммануил Кант

См. также: Категория:Родившиеся 22 апреля

### До XIX века
- 1451 — Изабелла Кастильская (ум. 1504), королева Кастилии и Леона (1474—1504).
- 1518 — Антуан де Бурбон (ум. 1562), король Наварры (1555—1562), отец Генриха IV Наваррского, первого французского короля из дома Бурбонов.
- 1592 — Вильгельм Шиккард (ум. 1635), немецкий астроном, математик и востоковед, создатель первого арифмометра.
- 1610 — Александр VIII (в миру Пьетро Вито Оттобони; ум. 1691), 241-й папа римский (1689—1691).
- 1658 — Джузеппе Торелли (ум. 1709), итальянский композитор, скрипач, альтист, педагог.
- 1707 — Генри Филдинг (ум. 1754), английский писатель, драматург.
- 1722 — Джозеф Уортон (ум. 1800), английский литературный критик и филолог.
- 1724 — Иммануил Кант (ум. 1804), немецкий философ.
- 1762 — Алексей Бобринский (ум. 1813), внебрачный сын российской императрицы Екатерины II от Григория Орлова.
- 1766 — Анна Луиза Жермена де Сталь (ум. 1817), французская писательница, теоретик литературы, публицист.
- 1779 — Иван Козлов (ум. 1840), русский поэт и переводчик.
- 1799 — Жан Луи Мари Пуазёйль (ум. 1869), французский врач, физиолог и физик.

### XIX век
- 1817 — Варвара Асенкова (ум. 1841), русская актриса, «королева водевиля», первая исполнительница ролей Марьи Антоновны в «Ревизоре» Гоголя и Софьи в «Горе от ума» Грибоедова.
- 1819
  - Фридрих Боденштедт (ум. 1892), немецкий писатель, переводчик, поэт.
  - Семён Смирнов (ум. 1911), русский врач, один из основоположников научной бальнеологии.
- 1834 — Гастон Планте (ум. 1889), французский физик, изобретатель свинцового аккумулятора.
- 1839 — Август Вильгельм Эйхлер (ум. 1887), немецкий ботаник, разработавший первую нашедшую широкое применение классификацию растений.
- 1844 — Льюис Пауэлл (казнён в 1865), один из организаторов убийства президента США Авраама Линкольна.
- 1845 — Карло Канева (ум. 1922), итальянский генерал, главнокомандующий во время итало-турецкой войны 1911—1912 гг.
- 1847 — Владимир Александрович (ум. 1909), великий князь, сын российского императора Александра II.
- 1853 — Альфонс Бертильон (ум. 1914), французский криминалист, антрополог, разработчик системы судебной идентификации.
- 1854 — Анри Лафонтен (ум. 1943), бельгийский политический деятель, лауреат Нобелевской премии мира (1913).
- 1866 — Ханс фон Сект (ум. 1936), немецкий генерал-полковник, участник Первой мировой войны.
- 1868 — митрополит Евлогий (в миру Василий Георгиевский; ум. 1946), епископ Русской церкви, член Госдумы, глава западноевропейской православной церкви.

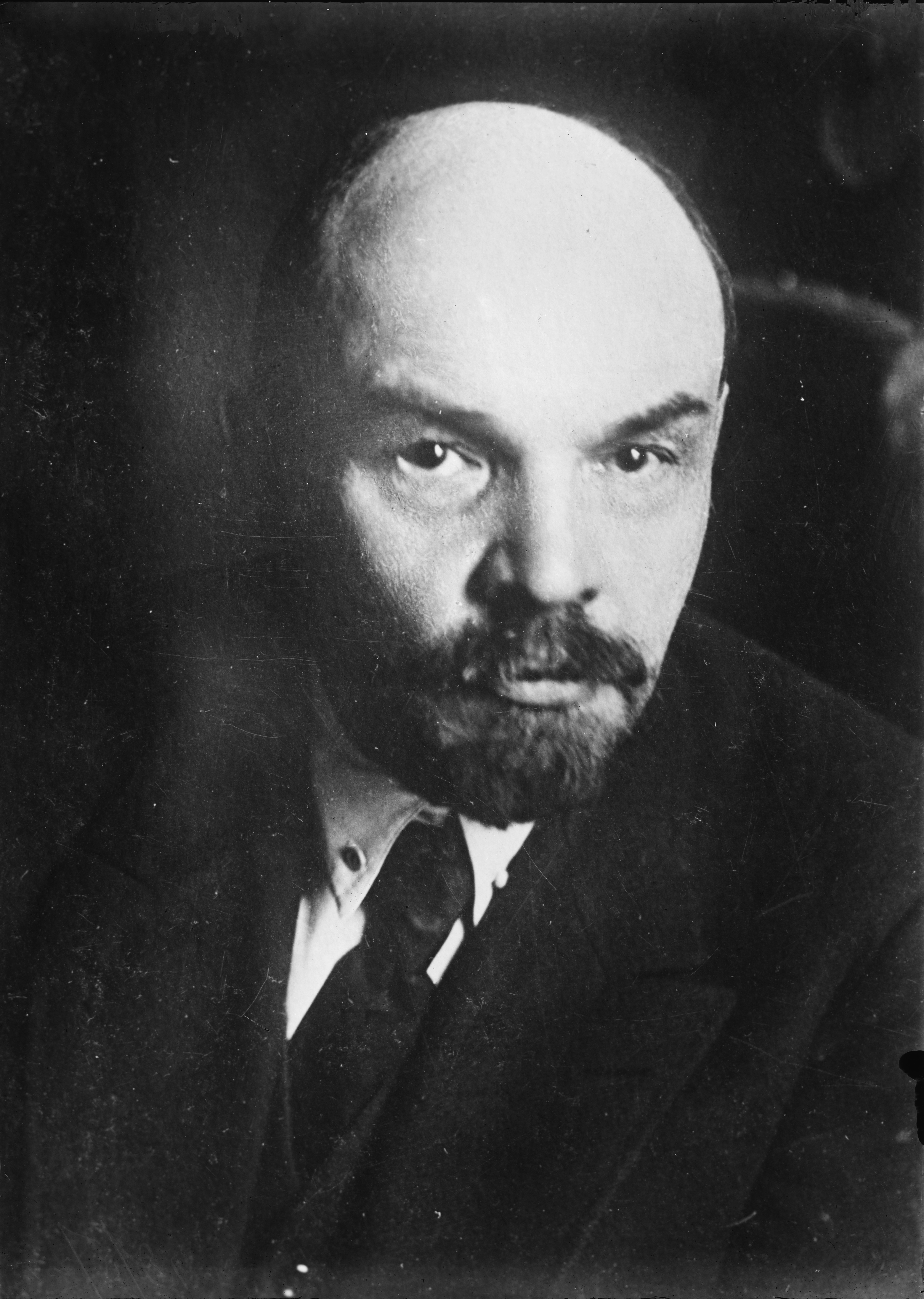
Владимир Ильич Ленин

- 1870 — Владимир Ульянов-Ленин (ум. 1924), российский революционер, советский политический и государственный деятель.
- 1876 — Роберт Барани (ум. 1936), австрийский оториноларинголог, лауреат Нобелевской премии (1914).
- 1884 — Отто Ранк (наст. фамилия Розенфельд; ум. 1939), австрийский психолог.
- 1887 — Харальд Бор (ум. 1951), датский математик и футболист, автор теоремы Бора-Ландау, серебряный призёр Олимпийских игр (1908), брат физика Нильса Бора.
- 1889 — Людвиг Ренн (наст. имя Арнольд Фридрих Фит фон Гольсенау; ум. 1979), немецкий писатель-антифашист.
- 1891 — Никола Сакко (казнён в 1927), североамериканский рабочий-анархист итальянского происхождения.
- 1899
  - Владимир Набоков (ум. 1977), русский и американский писатель, поэт, переводчик, литературовед и учёный-энтомолог.
  - Байрон Хэскин (ум. 1984), американский кинорежиссёр и оператор, мастер спецэффектов.

### XX век
- 1904 — Роберт Оппенгеймер (ум. 1967), американский физик, «отец атомной бомбы».
- 1907 — Ирина Зарубина (ум. 1976), актриса театра и кино, народная артистка РСФСР.
- 1909
  - Вадим Кожевников (ум. 1984), советский писатель, журналист, военный корреспондент.
  - Рита Леви-Монтальчини (ум. 2012), итальянский нейробиолог, лауреат Нобелевской премии (1986).
- 1912 — Канэто Синдо (ум. 2012), японский кинорежиссёр, сценарист и продюсер.
- 1914
  - Вадим Верещак (ум. 2008), советский и украинский кинооператор, актёр и педагог.
  - Константин Йонеску Гулиан (ум. 2011), румынский философ-марксист, социолог, педагог, академик.
- 1916 — Иегуди Менухин (ум. 1999), американский скрипач и дирижёр.
- 1917
  - Сидней Нолан (ум. 1992), австралийский живописец-абстракционист и график.
  - Иветт Шовире (ум. 2016), французская прима-балерина, педагог.
- 1919 — Дональд Крам (ум. 2001), американский химик, лауреат Нобелевской премии (1987).
- 1920 — Валери Петров (наст. имя Валери Нисим Меворах; ум. 2014), болгарский прозаик, поэт, драматург, переводчик.
- 1921 — Виктор Шульгин (ум. 1992), советский актёр театра и кино, заслуженный артист РСФСР.
- 1922 — Чарльз Мингус (ум. 1979), американский джазовый контрабасист и композитор.
- 1924 — Анатолий Наседкин (ум. 1994), советский живописец, народный художник Украины.
- 1928 — Владимир Шинкарук (ум. 2001), советский и украинский философ, президент общества «Знание» Украины.
- 1933 — Валерий Усков, кинорежиссёр и сценарист, народный артист РСФСР.
- 1937
  - Джек Николсон, американский актёр, кинорежиссёр, сценарист, продюсер, обладатель трёх премий «Оскар», 7 «Золотых глобусов» и др. наград.
  - Джек Ницше (ум. 2000), американский кинокомпозитор, аранжировщик, музыкальный продюсер, лауреат «Оскара».
- 1946 — Джон Уотерс, американский кинорежиссёр, актёр, писатель, журналист, художник.
- 1947 — Горан Паскалевич (ум. 2020), югославский и сербский кинорежиссёр и сценарист.
- 1956 — Наталья Сумская, советская и украинская актриса театра и кино, телеведущая.
- 1957 — Дональд Туск, польский и общеевропейский политик, премьер-министр Польши (2007—2014, с 2023).
- 1964
  - Массимо Каррера, итальянский футболист, тренер.
  - Игорь Данилов, российский программист, создатель антивируса Dr. Web.
- 1966
  - Джеффри Дин Морган, американский актёр кино и телевидения.
  - Владимир Торсуев, советский и российский киноактёр («Приключения Электроника» и др.).
  - Юрий Торсуев, советский и российский киноактёр («Приключения Электроника» и др.), брат-близнец Владимира.
- 1967 — Шерил Ли, американская актриса кино и телевидения.
- 1972 — Анна Фальки (урожд. Анна Кристина Паломяки), итальянская киноактриса финского происхождения, модель и продюсер.
- 1974 — Василий Вирастюк, заслуженный мастер спорта Украины, обладатель титула «Самый сильный человек мира».
- 1976 — Елена Серова, 4-я советская или российская женщина-космонавт, космонавт № 119 Российской Федерации.
- 1980 — Светлана Петрийчук, российский драматург, политическая заключённая.
- 1982 — Кака (Рикарду Изексон дус Сантус Лейти), бразильский футболист, чемпион мира (2002).
- 1985 — Сэм Альтман, американский предприниматель, инвестор, программист.
- 1986 — Эмбер Херд, американская актриса кино и телевидения.
- 1989
  - Яспер Силлессен, нидерландский футболист, вратарь.
  - Луис Смит, британский гимнаст, 4-кратный призёр Олимпийских игр.
- 1990
  - Machine Gun Kelly (наст. имя Колсон Бейкер), американский рэпер, рок-музыкант, певец и актёр.
  - Ив Мюрхед, шотландская кёрлингистка, олимпийская чемпионка.
- 1999 — Алекс Кольядо, испанский футболист.

## Скончались
См. также: Категория:Умершие 22 апреля

### До XIX века
- 296 — Гай, 28-й папа римский (283—296).
- 536 — Агапит I, 57-й папа римский (535—536).
- 835 — Кукай (р. 774), японский проповедник, самый почитаемый буддийский святой в Японии.
- 1574 — Бенедикт Ареций (р. 1522), реформатский христианский богослов, теолог, ботаник, педагог, географ.
- 1616 — Мигель де Сервантес Сааведра (р. 1547), испанский писатель.
- 1758 — Антуан де Жюссьё (р. 1686), французский врач и ботаник.
- 1778 — Джеймс Харгривс (р. 1721), английский изобретатель прядильной машины.

### XIX век
- 1806 — Пьер-Шарль де Вильнёв (р. 1747), французский адмирал.
- 1833 — Ричард Тревитик (р. 1771), английский изобретатель паровоза.
- 1864 — Григорий Сорока (р. 1823), русский художник.
- 1867 — Александр Петров (р. 1799), первый русский шахматный мастер, теоретик шахмат, писатель.
- 1869 — Николай Щербина (р. 1821), русский поэт.
- 1884 — Мария Тальони (р. 1804), итальянская балерина.
- 1892 — Эдуар Лало (р. 1823), французский композитор.
- 1895 — Роберт Гамильтон (р. 1836), британский колониальный администратор, 6-й губернатор Тасмании (1887—1892).

### XX век
- 1908 — Генри Кэмпбелл-Баннерман (р. 1836), 51-й премьер-министр Великобритании (1905—1908).
- 1917 — Василий Матэ (р. 1856), русский художник, рисовальщик, гравёр.
- 1932 — Умберто Каньи (р. 1863), полярный исследователь и адмирал королевского итальянского флота.
- 1933 — Генри Ройс (р. 1863), английский промышленник, инженер, один из основателей автомобильной компании Rolls-Royce.
- 1945 — Кете Кольвиц (р. 1867), немецкая художница-график и скульптор.
- 1959 — Николай Досталь (р. 1909), советский кинорежиссёр.
- 1960 — Дэвид Мэги (р. 1877), американский учёный-антиковед, академик.
- 1979 — Пётр Поспелов (р. 1898), советский партийный деятель, историк КПСС, академик.
- 1980 — Фриц Штрассман (р. 1902), немецкий химик и физик, один из открывателей деления ядра.
- 1984 — Энсел Адамс (р. 1902), американский фотограф, мастер пейзажной съёмки.
- 1986 — Мирча Элиаде (р. 1907), румынский писатель, историк религии, исследователь мифологии.
- 1989
  - Эмилио Сегре (р. 1905), итало-американский физик, лауреат Нобелевской премии (1959).
  - Дмитрий Селиванов (р. 1964), советский рок-музыкант, гитарист (группы «Калинов Мост», «Гражданская Оборона» и др.).
- 1991 — Михаил Месхи (р. 1937), советский футболист, чемпион Европы (1960).
- 1992 — Вальтер Хаге (р. 1899), немецкий ботаник и растениевод, автор книг по кактусам и суккулентам.
- 1994 — Ричард Никсон (р. 1913), 37-й президент США (1969—1974).

### XXI век
- 2002 — Линда Лавлейс (р. 1949), американская порноактриса.
- 2003
  - Юрий Войнов (р. 1931), украинский советский футболист и тренер.
  - Майк Ларраби (р. 1933), американский бегун на короткие дистанции, двукратный олимпийский чемпион (1964).
- 2006 — Алида Валли (р. 1921), итальянская актриса кино и театра.
- 2011 — Михаил Козаков (р. 1934), советский, российский и израильский режиссёр, сценарист, актёр театра и кино, народный артист РСФСР.
- 2017 — погиб Микеле Скарпони (р. 1979), итальянский велогонщик.
- 2024
  - Дураи (р. 1940), индийский кинорежиссёр, сценарист и кинопродюсер, снимавший фильмы преимущественно на тамильском языке.
  - Филипп Лоденбаш (р. 1936), французский актёр кино, театра и телевидения.
  - Михаэль Ферхёвен (р. 1938), немецкий кинорежиссёр, актёр и сценарист. Сын Пауля Ферхёвена, отец режиссёра, актёра, сценариста, кинокомпозитора Симона Ферхёвена и актёра Луки Ферхёвена.
- 2025 — Зураб Церетели (р. 1934), советский, грузинский и российский художник-монументалист, скульптор, президент РАХ (1997—2025), народный художник СССР, Герой Социалистического Труда, лауреат Ленинской премии, академик АХ СССР, посол доброй воли ЮНЕСКО.

## Народный календарь, приметы и фольклор Руси
День Евпсихия.
- Крестьяне на Руси обходили родники и ключи и приговаривали: «Подземная водица, отмыкаем тебе пути вешние»[10][11].